# 1ª Armata polacca
La Prima armata polacca (polacco: Pierwsza Armia Wojska Polskiego; abbreviazione: 1 AWP, nota anche come Esercito di Berling) era un'unità dell'esercito polacco formata nell'Unione Sovietica ed una formazione delle forze armate polacche nell'Est, che durante la seconda guerra mondiale ha combattuto per liberare la Polonia dall'invasione tedesca.

## Storia

### Costituzione
La Prima armata polacca venne costituita il 16 marzo 1944, come 1ª Armata polacca in Unione Sovietica, dal precedente I° Corpo polacco in Unione Sovietica, costituito il 10 agosto 1943, sulla base della 1ª Divisione fanteria polacca "Tadeusz Kościuszko" che era stata costituita in territorio sovietico nel maggio 1943 a Sielce e in via ufficiosa denominata anche Armata di Berling. Il 18 luglio 1944 il Consiglio Nazionale di Stato ha assunto il controllo delle forze armate, assumendo anche il controllo dell'armata di Berling e la sua unificazione con la Armia Ludowa andando a costituire l'Esercito Popolare Polacca (polacco: Ludowe Wojsko Polskie)  e l'istituzione di un comando supremo delle forze armate, che venne affidato al generale Michał Rola-Żymierski. Allo stesso tempo la 1ª Armata polacca nell'URSS il 29 luglio 1944 venne ribattezzata 1ª Armata dell'esercito polacco.

### Personale
Inizialmente, il personale polacco della Prima Armata Polacca fu reclutato da soldati polacchi catturati durante l'invasione sovietica della Polonia nel 1939 (dopo che la Germania conquistò la Polonia occidentale), e dai Polacchi deportati dalla Polonia occupata dai soviet nel 1939-1941. Erano quasi tutte le truppe da combattimento della prima linea dell'esercito. Tuttavia, molti membri del personale sovietico prestarono servizio nella Prima Armata, incluso il 39% di ufficiali e specialisti tecnici, mentre per gli ufficiali superiori la percentuale raggiunse il 75%. Secondo quanto previsto dal decreto del 15 agosto 1944 del Comitato Polacco di Liberazione Nazionale, appena l'Armata Rossa avrebbe occupato le aree a ovest della Linea Curzon i coscritti di queste aree sarebbero stati arruolati nella prima e nella seconda armata polacca.
Fino all'ottobre 1944, la 1ª Armata fu comandata dal generale Zygmunt Berling, il suo secondo in comando è stato il generale Karol Świerczewski, che a ottobre del 1944 assunse il comando della neocostituita 2ª Armata.

### Storia operativa
La 1ª Armata polacca operò alle dipendenze dell'Armata Rossa, entrando per la prima volta in combattimento nell'estate del 1944 inquadrata nel 1º Fronte Bielorusso sull'ala destra dell'Offensiva Leopoli-Sandomierz, combattendo nelle battaglie durante l'attraversamento sovietico del fiume Vistola intorno a Dęblin e Puławy. Nel settembre 1944 le unità della 1ª Armata furono coinvolte in pesanti combattimenti durante le ultime fasi dell'insurrezione di Varsavia dopo aver attraversato il fiume Vistola in seguito alla cattura del distretto orientale di Praga, subendo pesanti perdite.
Dopo aver preso il controllo di Varsavia nel gennaio del 1945, la 1ª Armata prese parte, sempre alle dipendenze del 1º Fronte Bielorusso, all'offensiva Vistola-Oder spostandosi in seguito verso Bydgoszcz. La 1ª Armata polacca ha combattuto in Pomerania, sfondando la linea fortificata del Muro di Pomerania (Pommernstellung) e conquistando a marzo la fortezza Kolberg, una città fortificata. Le sue unità avanzarono verso nord-est fino a Danzica e Kępa Oksywska. Durante le battaglie per penetrare le fortificazioni della Pomerania, la 1ª Brigata di cavalleria "Varsavia" fece l'ultima carica a cavallo della cavalleria polacca nel villaggio di Schoenfeld.
Nella primavera del 1945 la 1ª Armata, che ora contava 78.556 soldati, fu assegnata al fronte sul fiume Oder in preparazione dell'offensiva sovietica finale della guerra in Europa. Contemporaneamente anche la 2ª Armata entrò nella linea di battaglia alle dipendenze del 1º Fronte Ucraino, e insieme le due armate costituivano circa il 10% delle forze totali coinvolte nell'operazione. Durante l'offensiva la 1ª Armata attraversò il fiume il 16 aprile prendendo parte alla battaglia di Berlino nel corso della quale tra le altre azioni, le unità polacche della 1ª Armata attraversarono il Canale degli Hohenzollern e avanzarono su Kremmen, Flatow, Paaren e Nauen, concludendo la loro campagna partecipando alla presa di Berlino. Nell'offensiva su Berlino, la forza della 1ª Armata era di oltre 74.000 soldati,  costituendo così il 7,5% della forza del 1° Fronte bielorusso sovietico, che, inclusa la 1ª Armata, contava oltre 980.000 uomini. Nel corso della battaglia di Berlino, la 1ª Armata polacca subì perdite per oltre 10.400 uomini. Le truppe della 1ª Divisione di fanteria combatterono a Berlino intorno all'Università tecnica e al lato sud-occidentale del Tiergarten, vicino al Zoologischer Garten Berlin. [10]
La 1ª Armata polacca venne sciolta il 22 agosto 1945 e le unità che la costituivano entrarono a far parte dell'esercito della Repubblica Popolare Polacca.